# Muzeul erotismului din Paris

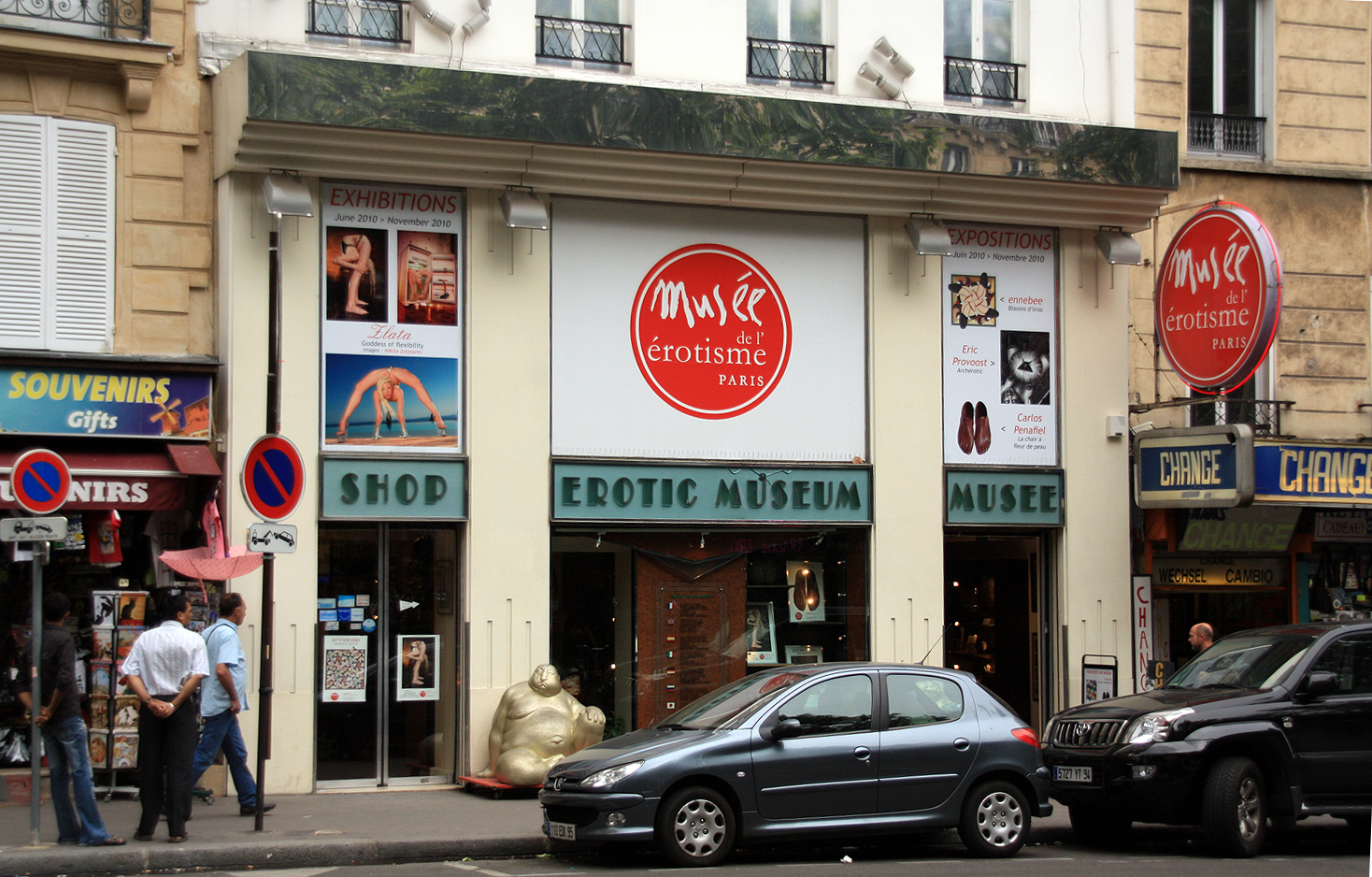
Intrarea în muzeu

Opaiţ cu motive erotice expus la Muzeul Erotismului din Paris

Muzeul erotismului (în franceză Musée de l'Erotisme) din Paris a fost înființat în 1997, pe bulevardul Clichy nr. 72.
Inițiatorii muzeului au fost Alain Plumey și Joseph Khalifa, care timp de 30 de ani au colecționat obiecte și opere de artă cu subiect erotic. Pentru a-și putea expune colecțiile, au transformat un fost cabaret, cu 7 etaje, în spațiu expozițional.

Diavoli cu megalofalus

La parter și etajul 1 sunt expuse sculpturi provenite din temple din Nepal, idoli ai fertilității azteci, ceramică pornografică din China sau ciudățenii, precum un opaiț din Tibet, în care flacăra arde în vaginul unei femele de tigru. Există sandale de lemn din Japonia, la care din tălpi răsar falusuri, sau unelte pentru spart nuci de betel, din Thailanda, în care nucile sunt sparte între simulacre de organe genitale masculine și feminine. Exponate din Europa, anterioare secolului al XX-lea, se axează pe reprezentări ale lui Satan și teme anticlericale.
La etajul 2 se fac proiecții de filme pornografice, în alb-negru, turnate la începutul secolului al XX-lea.
Etajele 3 și 4 sunt rezervate pentru expoziții temporare, ale unor artiști internaționali, cu o durată de 6-7 luni.
La etajul 5 este o galerie de nuduri, atât picturi cât și fotografii, inclusiv istorice, alb-negru, de la sfârșitul secolului al XIX-lea și începutul secolului al XX-lea.
O atracție inedită o reprezintă o largă galerie de fotografii, desene și documente privitoare la bordeluri, de la sfârșitul secolului al XIX-lea până în 1946, când acestea au fost închise de guvernul francez.